# Stecher

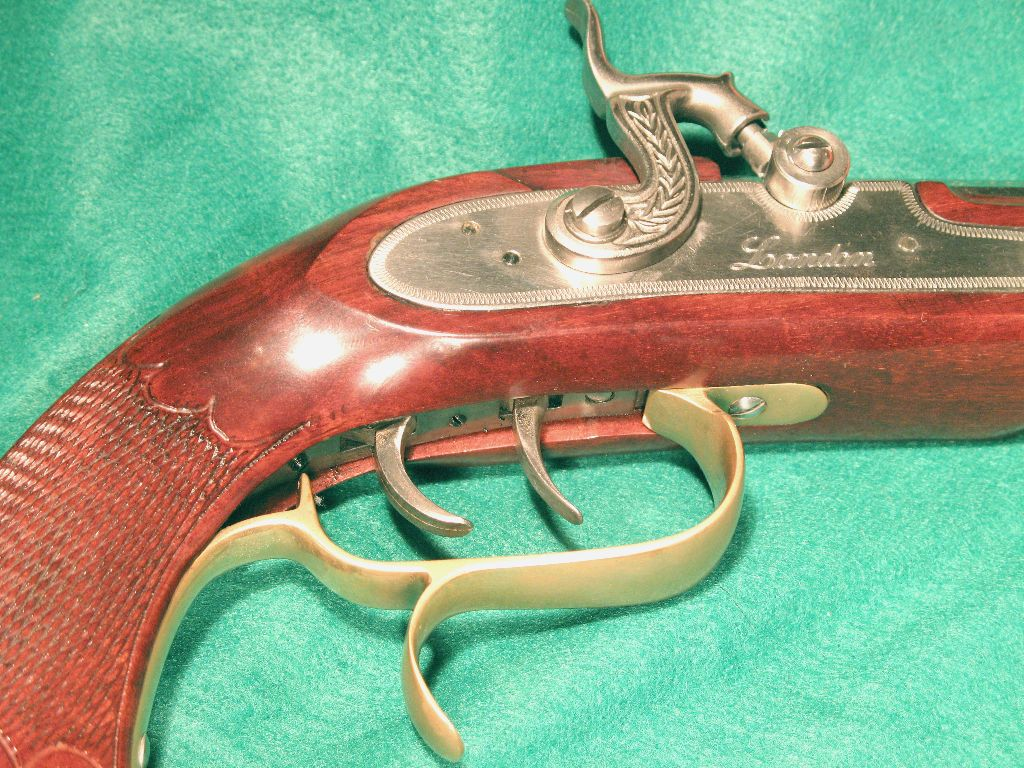
Esempio di armi ad avancarica: a fianco del grilletto vi è lo stecher

Lo stecher è un meccanismo che fa parte o viene associato al grilletto delle armi da fuoco. Introdotto da Mauser, serve a ridurre lo sforzo per far scattare il grilletto e far partire il colpo.

## Descrizione
Si trova già sulle armi ad avancarica dove probabilmente si teneva lo scatto "pesante" per motivi di sicurezza (per evitare che scattasse accidentalmente), salvo poi alleggerirlo quando ci si approssimava al bersaglio.
Esistono fondamentalmente due tipi di stecher:
- Bigrillo: si tratta di un grilletto affiancato, anteposto o posposto al normale grilletto. Si tira prima di far partire il colpo in modo da alleggerire il grilletto vero e proprio.
- Monogrillo: invece di tirare direttamente il grilletto questo si spinge prima in avanti.